# Vliegerarts
Een vliegerarts is een arts die zich heeft gespecialiseerd in de luchtvaartgeneeskunde.
Vliegerartsen zijn verantwoordelijk voor de keuringen en medische behandelingen van piloten en andere luchtvarenden. Ook zijn vliegerartsen betrokken bij het onderzoek naar luchtvaartongevallen (mishap investigation).
In de lucht en met name in een vliegtuig of helikopter krijgt een mens te maken met andere fysiologische omstandigheden en risico's zoals drukverschillen, hypoxie, trillingen, stralingen, desoriëntatie etc.
Vliegen is niet zonder risico voor de piloot, zijn bemanning, passagiers en mensen op de grond.
Keuringseisen voor luchtvarenden zijn daarom strikt. In Europa zijn de civiele medische regels vastgelegd in Part MED van het Europees Agentschap voor de veiligheid van de luchtvaart (EASA) en in Amerika bij de FAA. Militairen hebben hun eigen regelgeving, in Nederland vastgelegd in de Military Aviation Requirements (MAR).
Authorised Medical Examiners (AME) zijn vliegerartsen bevoegd zijn civiele vliegmedische keuringen uit te voeren. Om in Nederland deze bevoegdheid te krijgen moet men de Basiscursus Luchtvaartgeneeskunde met goed gevolg hebben afgelegd. Deze cursus wordt gegeven op het Centrum voor Mens en Luchtvaart in Soesterberg. Hierna kan men ook de cursus luchtvaartgeneeskunde voor gevorderden volgen.
Militaire vliegerartsen kunnen diverse militaire flight-surgeon opleidingen volgen. Nederlandse Luchtmacht artsen volgen de opleiding bij de US Air Force in Wright-Patterson Air Force Base, in Dayton, Ohio, of in Fürstenfeldbruck, Duitsland. Marine artsen volgen de opleiding bij de US Navy op NAS Pensacola, Florida. Een flight surgeon is de Engelse term voor een militaire vliegerarts, een flight surgeon is dus niet zozeer een chirurg in de snijdende zin van het woord.

## Bekende vliegerarts
- Andre Kuipers